# Rillenstein von Daudieck
Der Rillenstein von Daudieck ist ein vorgeschichtlicher Rillenstein und Menhir nahe dem Gut Daudieck bei Horneburg im Landkreis Stade, Niedersachsen.

## Lage
Der Stein befindet sich nordwestlich des Guts in einem kleinen Waldstück auf einem Privatfriedhof. In der näheren Umgebung befindet sich ein jungsteinzeitliches Gräberfeld mit rund 50 Hügelgräbern und den Hünenbetten von Daudieck.

## Beschreibung
Der Stein ist säulenförmig und besteht aus rotem Granit. Er hat eine Höhe von 1,16 m, eine Breite von 0,81 m und eine Dicke von 0,64 m. Im unteren Bereich läuft um den halben Stein eine Rille mit einer Breite von 3 cm und einer Tiefe von 6 cm.
Der Menhir ist zu einem modernen Grabstein umfunktioniert worden. Dabei wurde eine Seite geglättet und eine Inschrift für den Oberregierungsrat Franz von Holleuffer angebracht.